# Demänovská slatina
Demänovská slatina je chráněný areál v katastrálním území Demänová města Liptovský Mikuláš v okrese Liptovský Mikuláš v Žilinském kraji na Slovensku. Území bylo vyhlášeno v roce 2012 a jeho rozloha je 1,67 hektaru. Předmětem ochrany jsou biotopy slatin a přirozených dystrofních stojatých vod.